# Казачий (Волгоградская область)
Казачий — хутор в Клетском районе Волгоградской области. Входит в состав Захаровского сельского поселения.

## Географическое положение
Хутор расположен в западной части Волгоградской области на правом берегу Дона, в 25 км от станицы Клетской и в 5 км от хутора Захаров. Климат континентальный с малоснежной зимой и продолжительным жарким летом.

## История
В 1966 году Указом Президиума ВС РСФСР хутор фермы № 2 совхоза «Пролетарская культура» переименован в Казачий.

## Население
| 2010 |
| ---- |
| 202  |